# Esclavage salarié
 (mai 2012).
L'expression « esclavage salarié » vient de l’anglais wage slavery.
C'est un concept qui cherche à définir la situation des salariés qui ont légalement (de jure) accepté un emploi et se sont ainsi soumis à l'autorité de l'employeur, mais qui, dans la pratique (de facto) seraient des esclaves.
L'esclavage salarié suppose l'idée que le choix entre travailler pour un patron et mourir de faim, ne constitue aucunement un choix libre. Cela relève plutôt d'une aliénation, purement établie par l'homme (« de l'homme sur l'homme ») et fondée à sa base sur une relation d'asservissement. Autrement dit, il loue sa force de travail, au quotidien, pour survivre (manger, boire, etc.)

## En tant que concept, dans une société capitaliste
L'esclavage salarié en tant que concept est une critique du capitalisme, lorsqu'une minorité de personnes contrôle tous les moyens de production (le capital).
Cette critique provient souvent de la critique socialiste du capitalisme, mais elle est également parfois exprimée par une branche du libéralisme représentée par Thomas Jefferson, Henry George, Silvio Gesell et Thomas Paine, ainsi que l'école de pensée du distributisme au sein de l'Église catholique romaine. Ces critiques ont en commun l'idée que l'homme devrait avoir la liberté de travailler sans être aux ordres d'une tierce personne.
L'utilisation du terme « esclavage salarié » est aussi un moyen rhétorique pour faire un parallèle entre le travail dans l'époque actuelle et l'esclavagisme historique, notamment lorsque celui-ci était caractérisé par la possession des esclaves, ainsi que les droits de les acheter ou les vendre. Le concept de l'esclavage salarié repose sur le fait que certains travailleurs salariés ont des conditions de vie finalement peu éloignées de ces esclaves.

## En tant que condition de classe
Une différence clé entre l'esclavage salarié et l'esclavage a été identifiée par Karl Marx : les travailleurs peuvent parfois refuser de travailler pour un employeur spécifique, sans être (légalement) sujet à un châtiment corporel. Pour Marx, l'esclavage salarié est une condition de classe avant d'être une situation individuelle.
Pour Marx, cette situation de classe repose sur :
- une concentration de la propriété entre les mains de quelques-uns ;
- l'absence, pour les travailleurs, d'accès direct aux moyens de production et aux biens de consommation ;
- l'existence d'un chômage de masse.

Marx a toutefois reconnu que certains esclaves salariés pouvaient parfois échapper à leur situation. Mais historiquement, même si certains esclaves (au sens historique) pouvaient également gagner leur liberté (c'était parfois possible, chez les Romains, par exemple), cela ne justifie pas l'esclavage.
Le problème prend une allure différente en cas de crise économique : même quand son maître n'a pas de travail à lui donner, un esclave doit en effet continuer à être logé et nourri (à moins d'être vendu). Ce n'est plus nécessaire avec un salarié, qui peut être tout simplement licencié. Une différence essentielle est aussi que l'esclave moderne se croit libre alors que l'esclave ancien n'avait pas cette illusion : « l'esclavage moderne est fondé sur la mobilité des esclaves » (Jean-Pierre Voyer).

## En pratique
L'esclavage salarié est de nos jours une réalité dans certains pays, les salariés réduits à l'esclavage se voient privés de leurs pièces d'identité et passeports, de leurs droits, empêchés ainsi de retourner dans leurs pays et étant de fait réduits à la volonté de l'employeur.
Selon l'organisation internationale du travail, il y aurait près d'un million de ces esclaves modernes en Amérique latine.
À Londres, et même maintenant à Paris, il devient fréquent de voir des travailleurs dits « pauvres » (intérimaires, rmistes, smicards, etc.) dormir dans leur voiture au lieu de payer un loyer exorbitant, ou bien encore « biffer », c'est-à-dire fouiller dans les poubelles (déchétarisme) à la recherche de quelque résidu réutilisable ou alimentaire…
Par ailleurs, ces situations assimilables à un esclavage salarié n'épargnent en rien certains États totalitaires apparemment situés hors du monde capitaliste développé (Corée du Nord, certains pays africains, etc.). La seule donnée changeante est la nature de l'employeur : l'État et ses ramifications, au lieu de sociétés privées. Mais le concept d'esclavagisme salarié demeure bien applicable à toutes ces situations, tant que le destin vital des uns ne leur est pas entièrement restitué (c'est-à-dire tant que chacun n'est pas dans une position de choix réel donc libre), mais demeure suspendu aux bons vouloirs d'autres individus.